# ヒスパニア・F110
ヒスパニア・F110 は、ヒスパニア・レーシング・F1チームが2010年のF1世界選手権で使用したフォーミュラ1カー。設計・製作はダラーラが担当した。

## 概要

### カンポスからHRTへ
2009年6月、当時カンポス・グランプリのオーナーであったエイドリアン・カンポスがダラーラとの技術提携で合意した。他の新参チームが数値流体力学（CFD）によるシミュレーションでマシンの製造を行ったり、有名エンジニアを迎え入れてマシンの製造を行うなどの各チームのヴィジョンが早期に示される中、カンポスはダラーラとの技術提携からマシンの製作を行う事を発表する。しかし、予定していたよりも資金調達が難航し、遂には資金不足に陥った為にダラーラ側へ約束していた支払いを滞納させてしまう事態が発生した。一時は製造を止めていたダラーラであったが、ホセ・ラモン・カラバンテへチーム経営権を譲渡し、「ヒスパニア・レーシング・F1チーム（HRT）」として再建。滞納していた支払いもダラーラ側へ支払われ、マシン製造は再開された。それにより開幕戦バーレーンGPまでに製造は急ピッチで行われ、開幕直前の3月4日の発表会にF1マシンがお披露目された。冬季テストも終わった開幕10日前の発表であった為、開幕戦であるバーレーンGPの金曜フリー走行が実質的なシェイクダウンとなった。又、この発表会ではまだマシン名称が決まっていなかったが、後に「F110」と発表された。
マシンカラーはダークグレーにスペインのナショナルカラーである赤と黄色、そして白のラインが施されている。サイドポンツーン側面には両ドライバーのファーストネームである「BRUNO」、「KARUN」、「SAKON」、「CHRISTIAN」が白抜きでペイントされているのが特徴である。

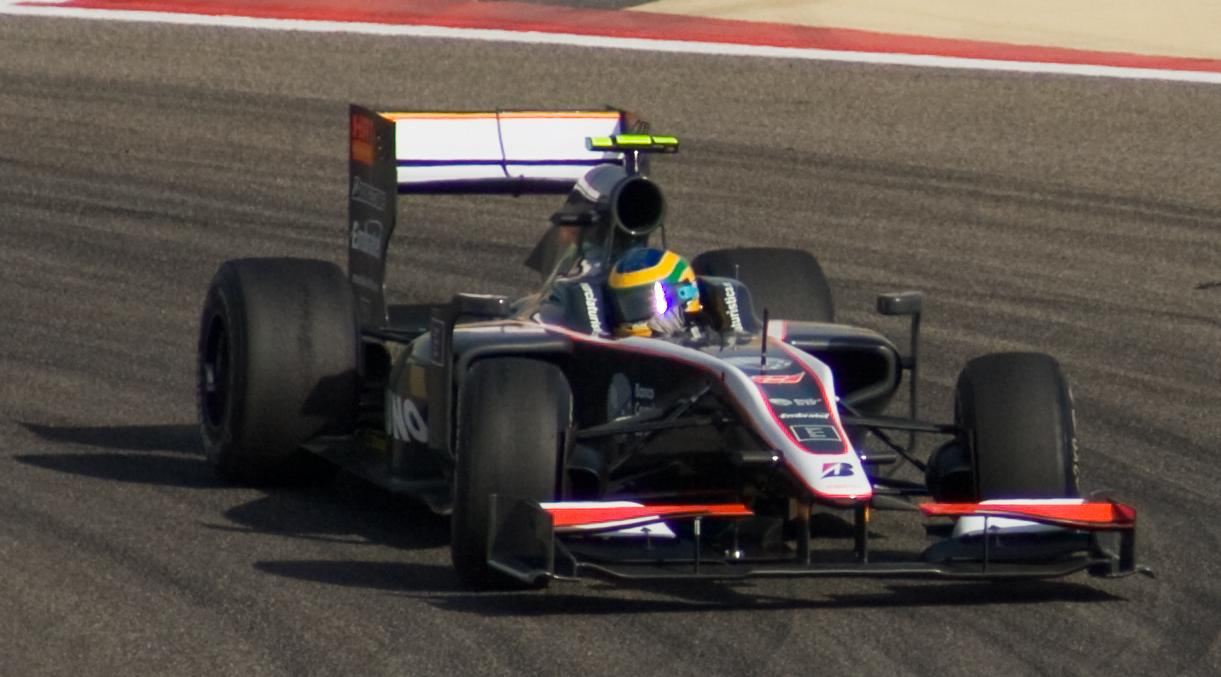
2010年のヒスパニア・レーシングのマシン「F110」。開幕戦までに全くマシンテストが出来なかった為に、実質的なシェイクダウンを開幕戦バーレーンGPで行われた。（写真はブルーノ・セナ）

### 2010年シーズン
当初のF110はサスペンションが金属製であった。通常のF1マシンのサスペンションはカーボンファイバー製のものを使用している。また、予定していたよりも重量が20kg近く重いことも明らかとなった。したがって、開幕戦バーレーンGPの予選ではトップチームより10秒遅れ、他の新参チームからも3秒以上も遅いタイムとなってしまった。
第2戦オーストラリアGPでは、開幕戦までに間に合わなかったカーボンファイバー製サスペンションが装着され、その他にも細部のマシン開発が見られた。その後、第4戦中国GPより、チャンドックのマシンのみ新型燃料タンクが投入された。これにより、マシンの重量配分の改善を狙ったアップデートが施された。
先述のとおり、第2戦オーストラリアGPにおいて、F110のサスペンションもカーボンファイバー製の物へ代わった他、その他の開幕戦までの間に合わせの様なマシンに対するアップデートも功を奏し、実質予選で3秒近いタイムアップを果たした。尚、このレースでカルン・チャンドックが14位で完走し、これがF110にとっての初完走記録となる。
その後も、チャンドックは第4戦中国GPまで3戦連続完走を果たした。又、チームメイトのセナも第3戦、第4戦で完走を果たし、序盤の開幕遠征ラウンドにおいては新参チームの中で最も高い完走率となった（単純に完走率ではロータス・レーシングと同率）。但し、他の新参チームとの差を依然として予選・決勝においても1秒近く開かれており、今後のマシン開発の必要性が課題となっている。
その後も、シーズン中にはマシンが改善されると言われていたものの、マシンを開発したダラーラとの契約解消によりアップデートは出来ず、シーズンで最も低速サーキットであるモナコGPで走ったウィングと同じスペックのウィングを最速のサーキットであるイタリアGPでも使った。これは過去10年間で初めての出来事で、極めて異例である。
最終的にアップデートはされなかったが、信頼性はそこそこであり新規参入チームであるヴァージンを抑えてコンストラクターズ11位となった。

## スペック

### シャーシ
- シャーシ名 F110
- シャーシ構造 カーボンファイバー/ハニカムコンポジット複合構造モノコック（FIA規定の衝撃・強度基準）
- 全幅 1,800 mm
- ブレーキキャリパー 6ピストンキャリパー
- ブレーキディスク・パッド カーボンファイバーディスク・パッド
- クラッチ カーボン・マルチプレート
- フロントサスペンション 金属製[4]⇒カーボンファイバーコンポジッド製ダブルウィッシュボーン
- リヤサスペンション 金属製[4]⇒カーボンファイバーコンポジッド製ダブルウィッシュボーン
- ダンパー -
- ホイール OZ社 鍛造マグネシウム
- タイヤ ブリヂストンポテンザ（前幅:325 mm/後幅:375 mm）
- ギアボックス Xtrac社製 電子油圧駆動7速＋リバース1速シームレスシーケンシャルセミオートマチック/
- 冷却システム オイル・冷却水・ギアボックスラジエーター（アルミニウム製）
- 電子制御装置 FIA標準エンジンコントロールユニット
- 燃料タンク ケブラー強化ゴム製
- ステアリング ラック・アンド・ピニオン（パワーアシスト付）HRTF1ステアリング・ホイール
- コクピット 75mmショルダーストラップ付6点式安全ハーネス/HANSシステム、アルカンターラで覆った取り外し可能なカーボンファイバー製シート
- 重量 冷却水、潤滑油、ドライバーを含めて620kg[5]

### エンジン
- エンジン名 コスワースCA2010
- 気筒数・角度 V型8気筒・90度
- 排気量 2,400 cc
- 最高回転数 18,000 rpm（レギュレーションで規定）
- シリンダーブロック アルミニウム製
- クランクシャフト 鋳鉄製
- ピストン アルミニウム製
- コンロッド チタニウム製
- バルブ駆動 圧搾空気式
- イグニッション コスワース
- インジェクション コスワース
- 燃料 BP

（※：上記スペック及び、関係者や製造元等の情報文献はFormula One Supporters Associationによる。）

## 記録
| 年   | No.   | ドライバー   | 1   | 2   | 3   | 4   | 5   | 6   | 7   | 8   | 9   | 10  | 11  | 12  | 13  | 14  | 15  | 16  | 17  | 18  | 19  | ポイント | ランキング |
| 年   | No.   | ドライバー   | BHR | AUS | MAL | CHN | ESP | MON | TUR | CAN | EUR | GBR | GER | HUN | BEL | ITA | SIN | JPN | KOR | BRA | ABU | ポイント | ランキング |
| ---- | ----- | ------------ | --- | --- | --- | --- | --- | --- | --- | --- | --- | --- | --- | --- | --- | --- | --- | --- | --- | --- | --- | -------- | ---------- |
| 2010 | 20    | チャンドック | Ret | 14  | 15  | 17  | Ret | 14  | 20  | 18  | 18  | 19  |     |     |     |     |     |     |     |     |     | 0        | 11位       |
| 2010 | 20    | クリエン     |     |     |     |     |     |     |     |     |     |     |     |     |     |     | Ret |     |     | 22  | 20  | 0        | 11位       |
| 2010 | 20/21 | 山本         |     |     |     |     |     |     |     |     |     | 20  | Ret | 19  | 20  | 19  |     | 16  | 15  |     |     | 0        | 11位       |
| 2010 | 21    | セナ         | Ret | Ret | 16  | 16  | Ret | Ret | Ret | Ret | 20  |     | 19  | 17  | Ret | Ret | Ret | 15  | 14  | 21  | 19  | 0        | 11位       |

- 太字はポールポジション、斜字はファステストラップ。(key)
- 山本はイギリスグランプリではNo.21を、それ以降はNo.20をドライブ。
- クリエンは山本に代わりシンガポールグラプリ・ブラジルグランプリ・アブダビグランプリでNo.20をドライブ。